# Măriței, Suceava
Măriței (germană Meretzei) este satul de reședință al comunei Dărmănești din județul Suceava, Bucovina, România.

## Istoric

### Cercetări arheologice
În zona Siliște, la circa 1,5 km sud–vest, se află vatra veche a satului Măriței. În această zonă s-au identificat urme de cultură materială din epoca feudalismului dezvoltat, fragmentele ceramice descoperite fiind datate în perioada secolelor XIV-XVI. Este posibil ca unele fragmente să poată fi datate și în secolul XIII. Pe valea pârâului Hatnuța, în zona grădinilor de terasă medie, s-au descoperit fragmente ceramice arse oxidant, care pot fi atribuite secolelor XV – XVI.

### Atestarea satului
Satul Măriței este atestat documentar pentru prima dată într-un document din secolul al XV-lea, împreună cu Dărmănești. Pe la  anul 1634, episcopul Evloghie al Rădăuților a cumpărat satul Meleșeuți și jumătate de jos a satului Mărăței, pe care le-a dăruit surorii sale, Ana. Din acel document rezultă că satul Mărețeia Mare avea un teritoriu mult mai întins decât cel actual. Pe o parte a acestuia s-a întemeiat mai întâi satul Mărițeia Mică și apoi Dănila. Începând din secolul al XVII-lea și până la ocuparea Bucovinei de către austrieci (1775), satul Mărițeia Mare, mai ales partea vestică unde se practica agricultura, a fost vândut și cumpărat de mai mulți proprietari. La 8 iulie 1785 Gavril Fedeleșcan cu tot neamul său i-au vândut lui Ivan Caprii, pentru 1300 lei, o treime din jumătatea satului Măriței, pe care o aveau moștenire de la răposatul Nicolai Totoescul, moșul lor.
Cronica bisericii din Satul Mărițeia Mare consemnează o legendă interesantă despre numele așezării. Astfel se arată că: „Baronul Cârstea a avut numai o singură fiică cu numele de Maria, care a moștenit averea tatălui ei. După numele Maria se numește și enoria această Măriței.” Cronica mai precizează și modul cum a fost mutată populația din vechea sa vatră în actuala: „După ce baronul Cârstea prefăcu locurile pământului...și le-a împărțit pământ și pentru aceasta trebuiau oamenii să facă boierescul”. 
La sfârșitul secolului al XVIII-lea, a fost construită o biserică de lemn pe terenul familiei Tarnoviețchi din Dărmănești. Sătenii din Mărițeia Mare au fost arondați noii biserici. Mărițeia Mare se numește în prezent Măriței și reprezintă reședința comunei Dărmănești.
În „Enciclopedia Română” tipărită la Sibiu în 1898 se arată că: „Mărițeii sau Merițeii, comună rurală împreună cu cătunul Mărițeica, moșie în capitala de județ Sucevi, în Bucovina, comuna are 1.854 locuitori (1.716 ortodocși, 24 romano–catolici, 114 mozaicani)".
La 7 noiembrie 1999, a avut loc sfințirea „Monumentului Eroilor” din satul Măriței, ridicat prin strădania credincioșilor și a Primăriei comunei Dărmănești.

### Evoluția istorică a populației satului Măriței
Statisticile și recensămintele efectuate în diferite perioade istorice în așezările noastre evidențiază creșterea și descreșterea populației din fiecare sat al comunei Dărmănești. Ocuparea Bucovinei de către austrieci este redată și prin repetate conscripții privind populația reală a zonei. Evoluția populației din satele componente ale comunei:
```
                  ANUL
Localitatea       1865  1871  1893  1899
----------------------------------------
Dănila             485   485   723   784
Călineștii       1.735 1.235 1.268 1.806
Hatna și Măriței 3.370 3.382 3.881 4.162
```

Rezultă astfel o creștere sensibilă a populației în sec al XIX-lea.
Anii din preajma celui de al doilea război mondial cunosc o mai mare fluctuație de la o perioadă la alta:
```
               ANUL
Localitate     1938  1948  1956  1971  1977  1992
-------------------------------------------------
Mărițeia Mare 1.351 1.112 1.234 1.819 1.930 1.694
```

## Recensământul din 1930
Componența etnică a satului Măriței
     Români (79,7%)
     Germani (0,75%)
     Ruși (6,35%)
     Ruteni (10,1%)
     Evrei (3%)
     Altă etnie (0,1%)
Componența confesională a satului Măriței
     Ortodocși (95,35%)
     Romano-catolici (0,7%)
     Mozaici (3%)
     Altă religie (0,95%)
Conform recensământului efectuat în 1930, populația satului Măriței se ridica la 2103 locuitori. Majoritatea locuitorilor erau români (79,7%), cu o minoritate de germani (0,75%), una de ruși (6,35%), una de ruteni (10,1%) și una de evrei (3,0%). Alte persoane s-au declarat: polonezi (3 persoane). Din punct de vedere confesional, majoritatea locuitorilor erau ortodocși (95,35%), dar existau și minorități de romano-catolici (0,7%) și mozaici (3,0%). Alte persoane au declarat: evanghelici\luterani (2 persoane), adventiști (4 persoane), baptiști (9 persoane), fără religie (4 persoane).

## Etnografie

### Țesăturile de interior din satul Măriței
Covorul local nu este mai prejos de orice lucrare de artă. Covorul exprimă o compoziție unitară a elementelor de culoare și a stilului de realizare. În general fondul covorului este negru, pe care apare o compoziție florală, puțin stilizată, într-o geometrie variabilă, ce asociază utilul cu frumosul. Spațiul central al covorului este bine structurat, dominat de un buchet de trandafiri, lalele, care este mărginit de un chenar îngust, marginea având flori mici și frunze. Nelipsite sunt azi modelele unde în partea centrală se redau câte două, trei sau patru buchete de trandafiri ori lalele, dar aceasta depinde de lungimea covorului și mărimea acestuia. Se mai execută și covoare ce redau în geometrie stilizată flora ori fauna. 
O altă categorie de țesături, deși se produc în cantități mai mici, o reprezintă traistele, desagii, sacii și nelipsitele ștergare, ce asigură în totalitate nevoile țărănești. Traistele și desagii au la bază de obicei lâna. Ștergarul, elementul nelipsit din gospodăria țăranului, este realizat din fibre de in, cânepă și bumbăcel și rareori este garnisit cu fibre de lână.

## Edificii religioase
Biserica din satul Mărițeia Mare a fost construită în perioada 1897-1900. Referitor la construcția acestei biserici, Cronica Parohiei Măriței consemnează următoarele: „S-au colectat 5.000 florini și s-a cumpărat de la Direcțiunea Căilor Ferate materialul de lemn, de la podul de tren de la Costâna...Lemnul l-au adus oamenii la Măriței și l-au așezat pe locul dăruit, pe care se află biserica. Locul pentru biserică, o jumătate de falce, l-a dăruit Petru Barbir, fost primar mai mulți ani în Măriței. S-au colectat banii prin mai multe sate și s-a început lucrul în anul 1897 și după 3 ani biserica a fost gata.”
În satul Măriței mai există și o biserică penticostală, construită în anul 2005, care avea în anul 2010 un număr de 57 de credincioși și 70 de copii; precum și o biserică adventistă de ziua a șaptea, construită în anul 1998.

## Personalități
- Vichentie Nicolaiciuc (n. 1943) - deputat al minorității ucrainene în Parlamentul României (1996-2000)

## Obiective turistice
- Biserica de lemn din Măriței - construită în perioada 1897-1900